# Erich Auer (Widerstandskämpfer)
Erich Auer (* 26. April 1902 in Hesserode bei Nordhausen; † 1. Juni 1978) war ein deutscher Kommunist, Gewerkschafter und Widerstandskämpfer gegen den Nationalsozialismus.

## Leben
Der Sohn eines Tischlers absolvierte nach der Volksschule eine Druckerlehre. 1916 wurde er Mitglied der Sozialistischen Arbeiter-Jugend. Im Mai 1916 war er Teilnehmer an der Osterkonferenz der oppositionellen Arbeiterjugend, dort begegnete er unter Anderen Karl Liebknecht. Er trat 1918 der Freien sozialistischen Jugend bei, aus der 1920 der KJVD entstand.  Im April 1920 wurde er auch Mitglied der KPD.
Von 1923 bis 1925 war Auer Leiter der KJVD-Bezirksleitung für Thüringen. 1923 wurde er auf dem KJVD-Reichskongreß in das Zentralkomitee gewählt. Er wurde von 1925 bis Anfang 1928 Organisationsleiter des ZK des KJVD. Als KJVD-Vertreter war er bis Ende 1928 Referent des Exekutivkomitees der Kommunistischen Jugend-Internationale (KJI) in Moskau. 
1926 heiratete Auer Judith Vallentin, 1929 wurde seine Tochter Ruth geboren.
Ab 1929 war Auer in Berlin Mitarbeiter in der Gewerkschaftsabteilung des ZK der KPD. Bis 1932 war er zudem Mitglied des Reichskomitees der Revolutionären Gewerkschafts-Opposition (RGO) und deren Agitpropsekretär. Ende 1932 wurde er Gewerkschaftsredakteur der KPD-Zeitung Ruhr-Echo in Essen. 
Nach der Machtergreifung der Nationalsozialisten und der Umstrukturierung der KPD für den Untergrundkampf wurde Auer 1933 ZK-Instrukteur zuerst für die Region Danzig/Ostpreußen und dann für das Ruhrgebiet. Im März 1934 wurde Auer in Berlin verhaftet. Er wurde am 31. Juli 1934 zu einer eineinhalbjährigen Gefängnisstrafe verurteilt. Nach der Haftentlassung wurde er als Drucker in der Deutschen Zentraldruckerei beschäftigt. 1937 wurde er erneut verhaftet, aber nach drei Monaten wieder entlassen. 1939 erfolgte die Scheidung von seiner Frau Judith.
Am 1. März 1944 wurde er zum Strafbataillon 999 eingezogen. Wegen einer schweren Erkrankung wurde er aber wieder demobilisiert. 
Nach der Befreiung vom Nationalsozialismus 1945/46 war Auer stellvertretender Bürgermeister in Berlin-Bohnsdorf. Von 1946 bis 1949 war er Bezirksstadtrat für allgemeine Verwaltung und Sozialwesen im Berliner Bezirk Treptow. 
Ihm wurde 1950 vorgeworfen, dass er sich 1941 gegenüber der Gestapo bereit erklärt habe, für diese als Informant tätig zu werden und „politische Stimmungsberichte“ zu schreiben. Daraufhin wurde er von seinen politischen Funktionen in Berlin entbunden und als Kulturleiter auf das VEG Groß-Lüsewitz in die Provinz geschickt. Danach war er bis 1967 Kaderleiter des Instituts für Pflanzenzüchtung der DDR-Akademie der Landwirtschaftswissenschaften. Ab 1952 war Auer Mitglied des Bezirkssekretariats der FDGB-Gewerkschaft Wissenschaft in Rostock. Er lebte zuletzt als Parteiveteran in Groß Lüsewitz und wurde im Dezember 1974 mit dem Vaterländischen Verdienstorden in Silber ausgezeichnet.